# Eusceliotes robustus
Eusceliotes robustus is een vlokreeftensoort uit de familie van de Parascelidae. De wetenschappelijke naam van de soort is voor het eerst geldig gepubliceerd in 1879 door Carl Claus, als Euscelus robustus. De soort werd aangetroffen bij Zanzibar.
De geslachtsnaam Euscelus die Claus gebruikte was echter eerder gebruikt door Carl Johann Schoenherr voor een geslacht van kevers. T.R.R. Stebbing heeft daarom in 1888 de nieuwe naam Eusceliotes voorgesteld.
Eusceliotes robustus is de enige soort uit dit monotypisch geslacht.